# Требен (Тюрингия)
Требен (нем. Treben) — община в Германии, районный центр, расположен в земле Тюрингия. Входит в состав района Альтенбург. Подчиняется управлению Плайссенауэ. Население составляет 1292 человека (на 31 декабря 2010 года). Занимает площадь 6,48 км². Община подразделяется на 4 сельских округа.

## Население
| Год  | Численность | Численность |
| ---- | ----------- | ----------- |
| 2017 | 1201        | [ 1 ]       |
| 2019 | 1197        | [ 4 ]       |
| 2021 | 1161        | [ 5 ]       |
| 2022 | 1178        | [ 6 ]       |
| 2023 | 1174        | [ 2 ]       |